# St. Andrew (métro de Toronto)
Pour les articles homonymes, voir Saint Andrews.
St. Andrew est une station de la ligne 1 Yonge-University du métro, de la ville de Toronto en Ontario au Canada. Elle est située sous l'University Avenue, à hauteur de son croisement avec la King Street West.

## Situation sur le réseau
Établie en souterrain, la station  St. Andrew de la ligne 1 Yonge-University, précède la station Osgoode, en direction du terminus Vaughan Metropolitan Centre, et elle est précédée par la station Union, en direction du terminus Finch.

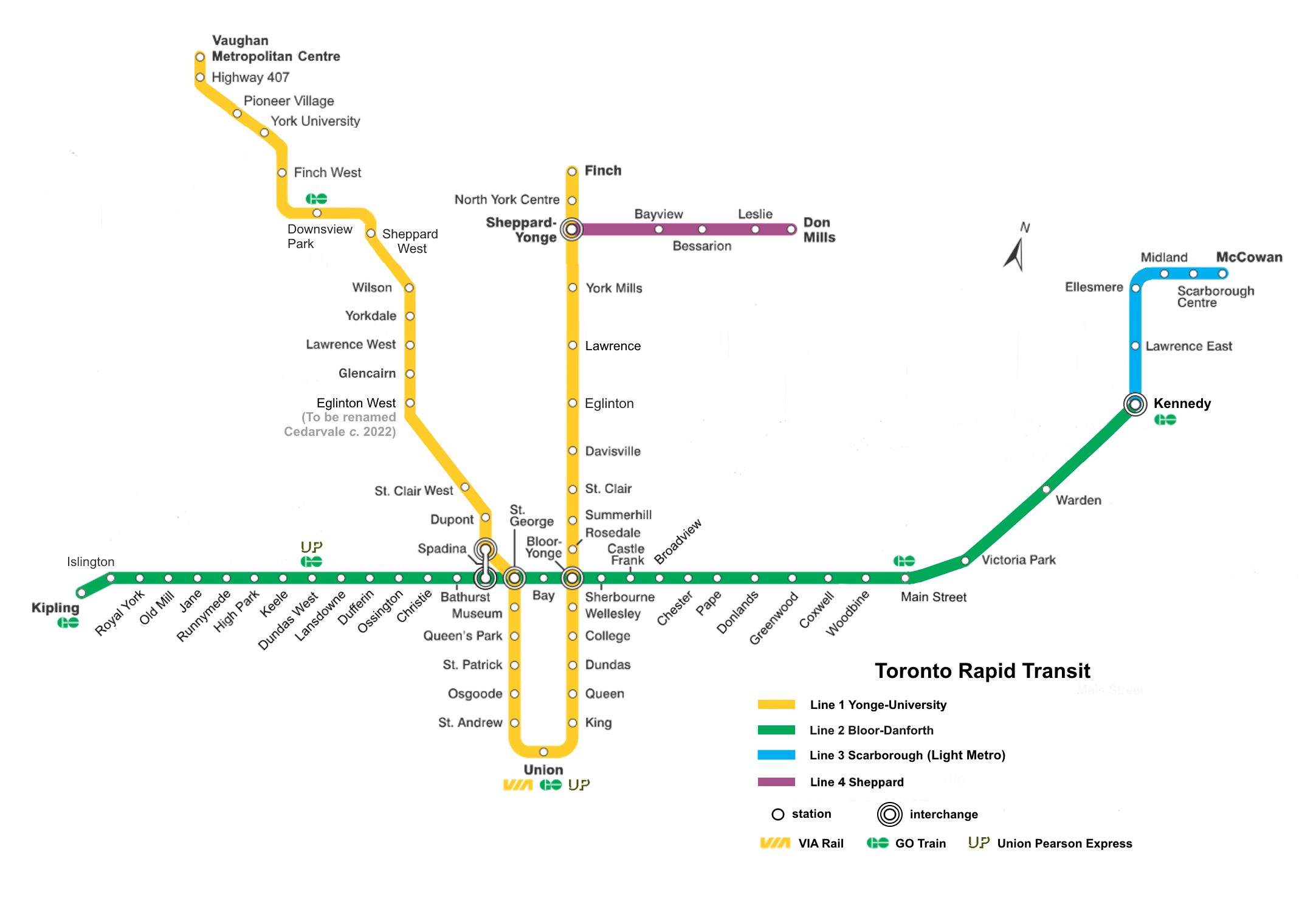
Plan du métro de Toronto (2018).

## Histoire
La station St. Andrew est mise en service le 28 février 1963.
Elle a une moyenne de fréquentation de 53 770 personnes par jour pour l'année 2010.

## Services aux voyageurs

### Intermodalité
Elle est l'une des cinq stations du réseau métropolitain de Toronto à être connecté au réseau pédestre souterrain connu sous le nom de PATH.
La station permet la correspondance avec les lignes 504 King et 508 Lake Shore du tramway de Toronto.

## À proximité
- St. Andrew's Church (Toronto) (en)
- Roy Thomson Hall
- Toronto Entertainment District (en)
- Bourse de Toronto
- First Canadian Place
- TD Tower